# ペレ・リード
ペレ・リード（Pele Reid、1973年1月11日 - ）は、イギリス出身の男性プロキックボクサー、プロボクサー。身長190cm、体重105kg。チーム・トロージャン所属。

## 来歴

### アマチュアキックボクシング
1993年11月、アメリカニュージャージー州アトランティックシティで行われた第9回WAKO世界アマチュア選手権大会男子ライトコンタクト部門89kg超級に出場。後のボクシングWBC・WBO世界ヘビー級チャンピオンビタリ・クリチコを相手にバックスピンキックを顎に当てクリチコをKOで破り優勝。その他の大会でも数度メダルを獲得。

### プロボクシング
1995年にボクシングに転向後、13試合連続KOで期待のホープと紹介された。WBOインターコンチネンタル王座を獲得。最高ランキングはWBOヘビー級6位。
2008年4月18日、ジョン・マクダーモットとのBBBofC英国ヘビー級王座決定戦で2RTKO負け。

### K-1
2003年にはK-1に参戦するも4戦全敗。その際、K-1はリードを「ボクシング元WBO世界ヘビー級チャンピオン」として紹介。実際は「WBOインターコンチネンタルヘビー級王座」というWBOの下部タイトルを一時保持していたのであって、世界タイトルとは直接は関係なく、WBOの世界タイトル挑戦へ向けてのステップとして位置づけられているタイトルである。

## 戦績

### ボクシング
| プロボクシング 戦績 | プロボクシング 戦績 | プロボクシング 戦績 | プロボクシング 戦績 | プロボクシング 戦績 | プロボクシング 戦績 | プロボクシング 戦績 |
| ------------------- | ------------------- | ------------------- | ------------------- | ------------------- | ------------------- | ------------------- |
| 28 試合             | (T)KO               | 判定                | その他              | 引き分け            | 無効試合            |                     |
| 20 勝               | 17                  | 3                   | 0                   | 2                   | 0                   |                     |
| 6 敗                | 5                   | 1                   | 0                   | 2                   | 0                   |                     |

### キックボクシング
| キックボクシング 戦績 | キックボクシング 戦績 | キックボクシング 戦績 | キックボクシング 戦績 | キックボクシング 戦績 | キックボクシング 戦績 | キックボクシング 戦績 |
| --------------------- | --------------------- | --------------------- | --------------------- | --------------------- | --------------------- | --------------------- |
| 4 試合                | (T)KO                 | 判定                  | その他                | 引き分け              | 無効試合              |                       |
| 0 勝                  | 0                     | 0                     | 0                     | 0                     | 0                     |                       |
| 4 敗                  | 2                     | 2                     | 0                     | 0                     | 0                     |                       |

| 勝敗 | 対戦相手                   | 試合結果                                     | 大会名                               | 開催年月日    |
| ×    | ピーター・ボンドラチェック | 3R終了 判定                                  | K-1 Italy Grand Prix 2006 in Milan   | 2006年4月8日  |
| ×    | アジス・カトゥー           | 2R終了時 TKO（ドクターストップ：右脛カット） | K-1 WORLD GP 2003 in FUKUOKA         | 2003年7月13日 |
| ×    | ハリッド"ディ・ファウスト" | 3R終了 判定0-3                               | K-1 WORLD GP 2003 in PARIS 【1回戦】 | 2003年6月14日 |
| ×    | レイ・セフォー             | 3R 1:15 TKO（タオル投入：パンチ連打）        | K-1 WORLD GP 2003 in SAITAMA         | 2003年3月30日 |

## 獲得タイトル
- アマチュア
  - 第9回 WAKO 世界キックボクシング選手権大会 男子ライトコンタクト部門89kg超級 優勝（1993年）
- プロ
  - 第3代 WBO インターコンチネンタルヘビー級 王座（1度防衛）

### 映像資料
1. ↑  Pele Reid spin kick against V. Klitschko in world championship, Full fight (試合). YouTube. 23 January 2013. 2013年11月20日閲覧。